# 박덕준
박덕준(朴德濬, 1970년 8월 22일~)은 대한민국의 신학자이며 합동신학대학원대학교에서 구약신학을 가르치는 교수이다. 미국의 유명한 출판사 Baker의 Ilustrated Bible Dictionary에 기고하였으며 이사야를 비롯한 선지서 해석의 전문학자로 평가받는다. 교회가 정의와 공의의 실천을 성령의 사역으로 그리스도와 연합을 통하여 온전히 실행할 수 있다고 주장한다. 구약의 구속사적 해석을 강조하고 현재 성경역사지리연구소 소장으로 있다.

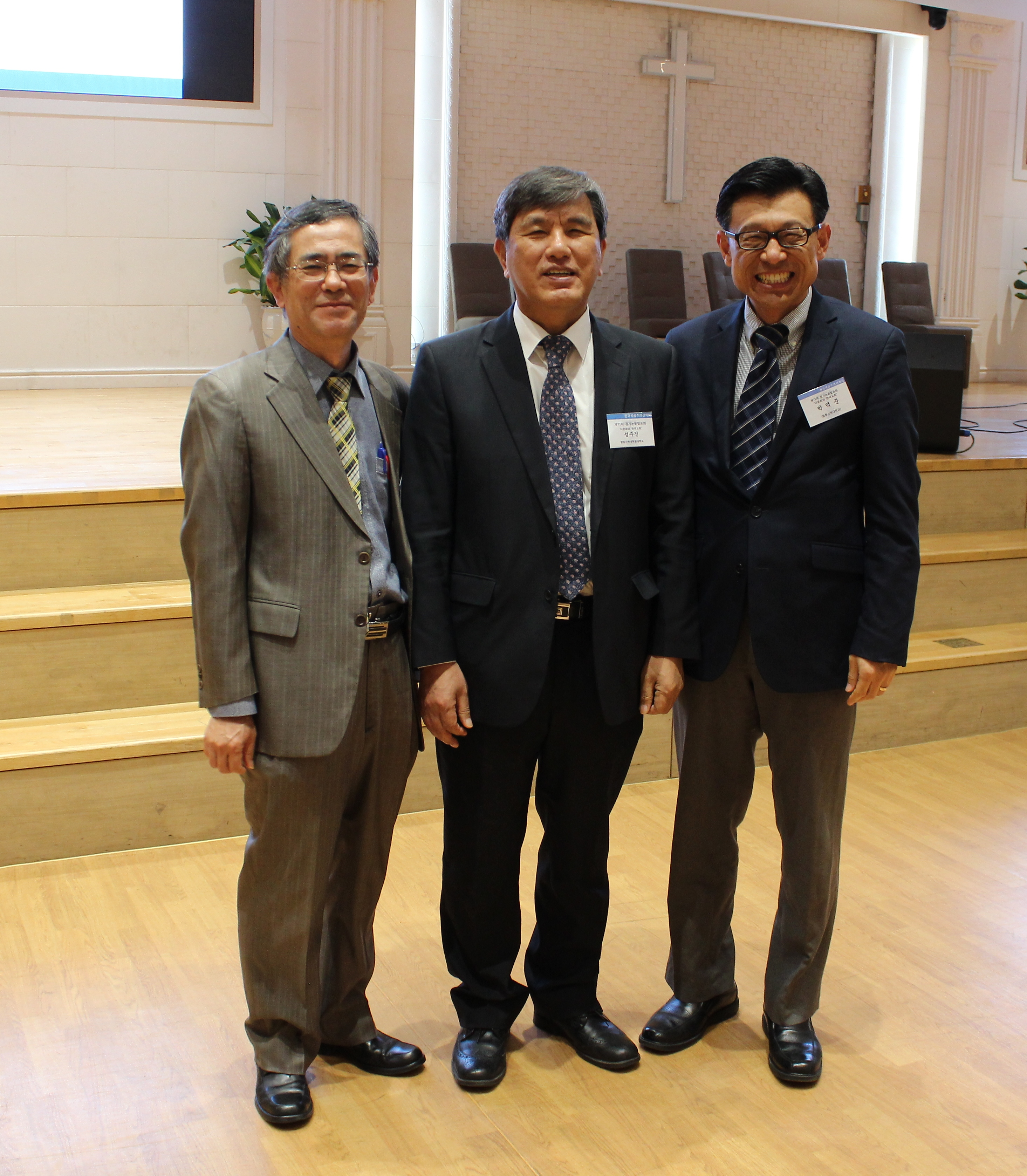
현창학 박사, 성주진 박사, 박덕준 박사, 합동신학대학원 대학교 구약학 교수들, 2018년 4월

## 학력
- 서울대학교 영어영문학(B.A.)
- 웨스트민스터 신학교 (Westminster Theological Seminary, M.Div.)
- 웨스트민스터 신학교 (Westminster Theological Seminary, 성경해석학, Ph.D.)

## 경력
- 합동신학대학원대학교 구약신학 교수
- 합동신학대학원대학교 평생교육원장
- 합동신학대학원대학교 성경역사지리연구소 소장
- 한국복음주의구약신학회 부서기
- 한국성경신학회 협동총무

## 구약의 구속사적 해석
그는 구속사란 하나님께서 이루시는 구원의 역사라고 한다. 하나님께서 어떻게 타락한 인류를 구원하는지를 보여주는 관점에서 성경과 역사를 보라고 한다. 만약 구약성경을 읽을 때에 구속사적 맥락을 무시한 채 읽는 일은 큰 숲을 보지 못하고 나무 하나하나를 살피는 것과 같다고 한다.  구약은 우리 인류를 구원하시기 위해서 구원자 예수 그리스도를 보내어주시겠다는 약속으로 되어 있다. 그리고 신약은 그 구원자가 정말로 이 세상에 오셔서 우리를 구원하셨으며, 이제 우리들로 하여금 그 구원의 역사에 동참시키시는 이야기이다. 이러한 큰 그림 속에서 구약과 신약의 세미한 부분들을 살펴보아야 제대로 성경을 읽는 것이라고 한다. 그래서 우리가 성경을 묵상할 때, 구속사적 맥락에서 성경을 읽는 것은 필수적이다. 하나님의 구원의 이야기(구속사)는 창조와 타락, 이스라엘과의 언약을 맺음, 언약 백성의 배역과 심판, 언약 백성의 회복과 새 언약의 약속, 예수 그리스도를 통한 회복의 성취와 새 언약의 설립, 교회를 통한 새언약의 성취, 재림을 통한 새언약의 완성의 이야기로 연결된다고 한다. 아모스에 나타난 정의과 공의에 대한 해석에서도 구속사를 염두에 두고 주해와 설교가 이루어져야 한다고 한다. 구약의 언약 백성과 신약의 새언약 백성에게 똑같이 정의와 공의의 실천이 요구되지만, 율법주의가 갖는 위험성을 내포한다고 한다. 아모스의 메시지를 일반화하여 성도들에게 직접 적용하는 것은 성도들 자신의 능력과 의제에 맡김으로써, 스스로 우월감에 빠지게 하거나, 자신의 무능에 절망하는 성도들 만드는 우를 범하게 된다고 한다. 그러므로 그리스도 중심적 또는 구속사적 해석은 예수 그리스도께서 이미 그의 공생애와 십자가를 통해 정의와 공의의 요구를 성취하셨고, 성도들은 그리스도와 연합한 가운데 이미 성취된 정의와 공의를 경험하며 살아가는 것이라고 한다. 내주하시는 성령께서 성도들로 하여금 정의와 공의를 실천할 수 있는 능력과 의지를 주신다고 한다.

## 학위논문
- YWHW IS A GARDENER AND ZION HIS GARDEN : A STUDY OF THE GARDEN METAPHOR IN THE BOOK OF ISAIAH,  Westminster Theological Seminary (여호와는 농부 시온은 그의 농원 : 이사야서의 농원은유 연구)

## 저서
- Park, Young Sun. Sermons on Job: Encountering God in a Clueless Place. Suwon: Hapdong Theological Seminary Press, 2018.
- Contributor to Baker Ilustrated Bible Dictionary. Edited by Peter Enns, Tremper Longman, and Mark Strauss. Grand Rapids: Baker, 2013.
- "이사야서에 나타난 종말적 구원: 민족적 유대인을 위한 특별한 섭리," 『가난하나 부요케: 조병수 박사 은퇴기념논총』 은퇴기념논총 출판위원회 편(서울: 가르침, 2020), 271-292.

## 논문
- “칼빈의 이사야 주석에 나타나는 구속사적 해석: 사 61:1-3을 중심으로,” 「구약논집」 13 (2018.6): 134-161;
- “아모스에 나타난 정의와 공의,” 「교회와 문화」 42 (2019): 38-73.
- "이사야의 하나님 주권 사상," 「신학정론」 37/2(2019): 53-111;
- "'여호와는 목자, 이스라엘은 그의 양이라': 미가서의 목양 은유 연구," 「구약논집」 19 (2021.3): 132-71;
- "느헤미야서의 '언약의 회복': 느헤미야 8-10장을 중심으로,"  「교회와 문화」 45 (2021.3): 13-40

## 같이 보기
- 합동신학대학원대학교
- 한국복음주의신학회
- 한국복음주의구약신학회
- 한국장로교신학회
- 한국개혁신학회
- 종교개혁500주년기념일
- 요한칼빈탄생500주년기념사업회
- 한국성경신학회
- 한국의 신학자 목록
- 박윤선
- 개혁신학자
- 윤영탁
- 선지서